# الثروة السمكية في السودان

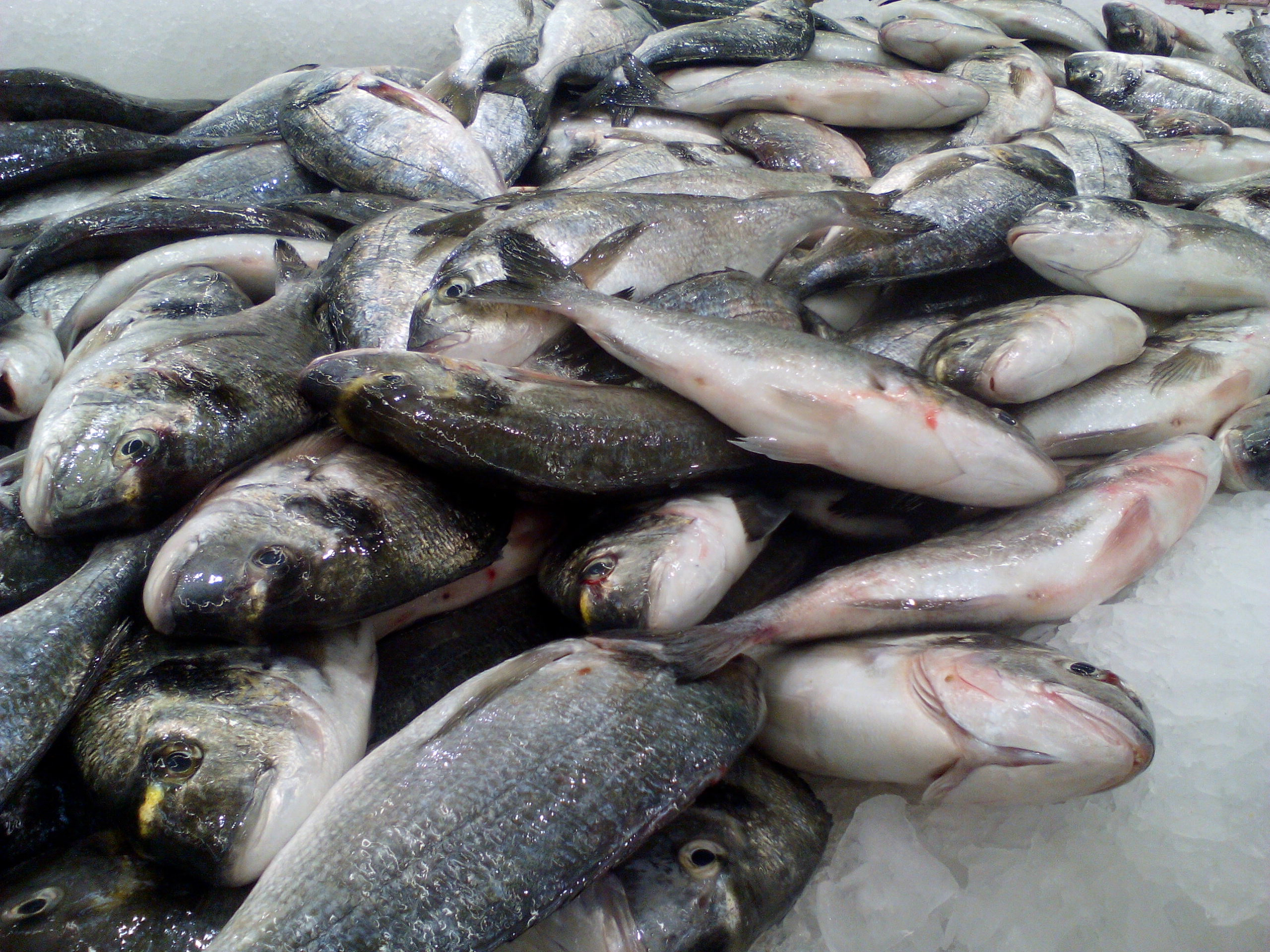

تبلغ مساحات الأنهار والبحيرات والخزانات في السودان حوالي ثلاثة آلاف كيلومتر مربع، من ألفين إلى أربعة آلاف هكتار مربع منها صالحة للاستزراع السمكي، بالإضافة إلى 98ألف كيلومتر مربع على ساحل البحر الأحمر، لا يستخدم منها سوي تسعة كيلومترات.

## مصادر الاسماك

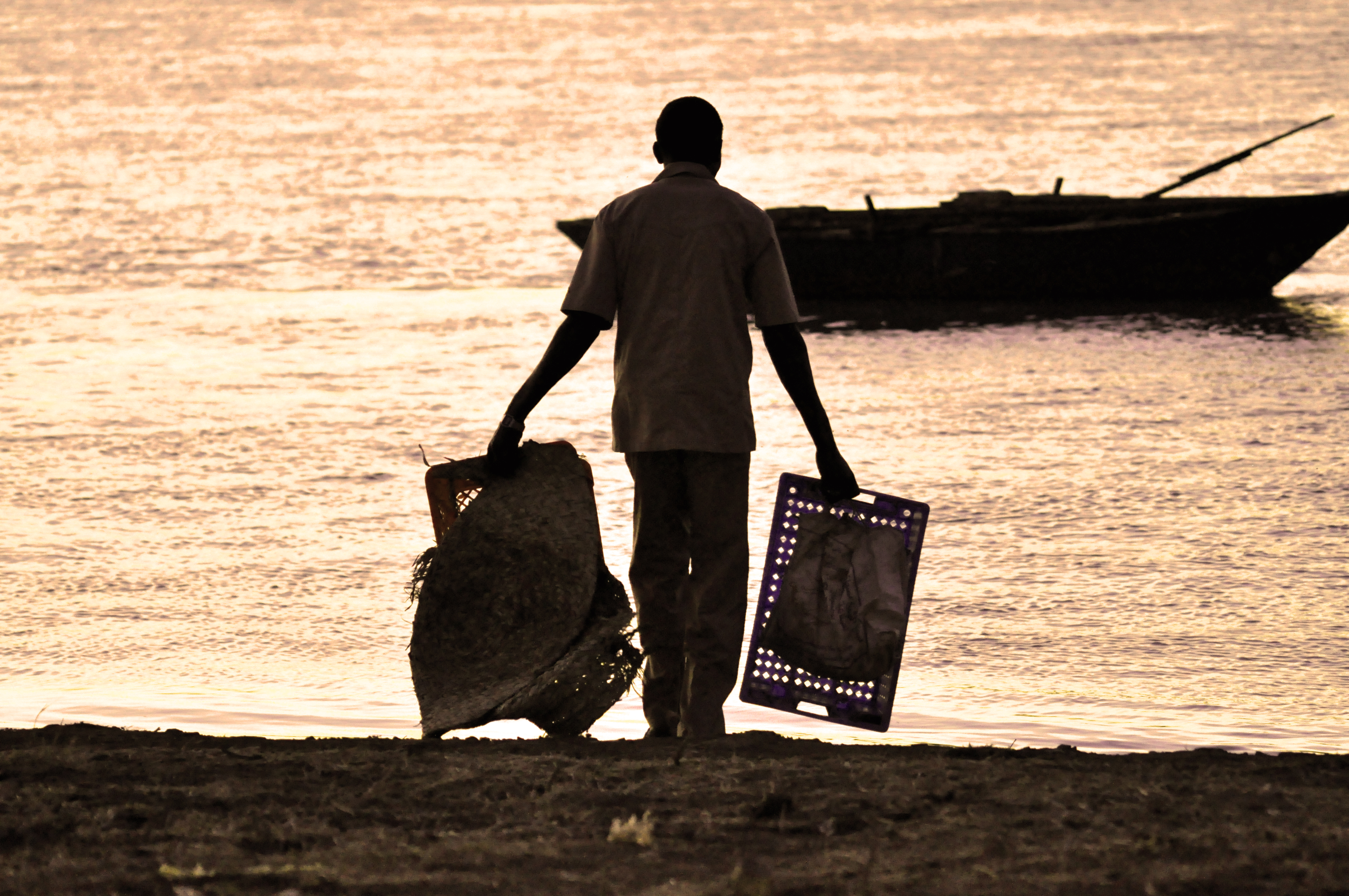
صياد سمك سوداني